# Psectrosciara brevicornis
Psectrosciara brevicornis är en tvåvingeart som beskrevs av Oskar Augustus Johannsen 1946. Psectrosciara brevicornis ingår i släktet Psectrosciara och familjen dyngmyggor. Inga underarter finns listade i Catalogue of Life.